# Gui Bonsiepe
Georg Hans Max Bonsiepe (Gluecksburg, Alemanha, 23 de março de 1934), ou simplesmente Gui Bonsiepe,  é designer formado pela Hochschule für Gestaltung, de Ulm, onde lecionou até 1968, quando a escola fechou.
Trabalhou no Chile, na Argentina e também no Brasil, onde foi pesquisador do CNPq, e criou o Laboratório Brasileiro de Desenho Industrial, em Florianópolis, Santa Catarina.
Em 1965, influenciado pela visão restritiva da escola de Ulm, propôs uma unificação das atividades ligadas ao design, sob o termo "design visual". Foi uma tentativa de atualizar a profissão, excluindo áreas que eram então consideradas sob a influência de um design mais artesanal e artístico, como ilustração e o ensino da gravura. Atualmente, esse termo não tem, necessariamente, o mesmo sentido.
Bonsiepe é um pioneiro em diferentes campos da teoria do design, entre eles, o uso da retórica na análise da propaganda.

## Carreira
- Professor visitante na Carnegie Mellon University, Pittsburgh, EUA;
- Professor visitante na Escola de Engenharia da Universidade Católica do Chile;
- Professor da Universidade Nacional de Cuyo, Mendoza, Argentina;
- Organizador de cursos no LBDI/FIESC, Florianópolis, Brasil;
- Professor catedrático no Departamento de Design na Universidade Tecnológica (FH) de Colônia, Alemanha e Coordenador do Curso de Mestrado Teoria do Design na Universidade de las Americas, Puebla, México.
- Tutor para Novas Mídias no Programa de Pós-graduação da Jan van Eyck Academy em Maastricht, Holanda e kabrujsla